# Rolling Stones Records
Rolling Stones Records é a gravadora formada pelos membros da banda Rolling Stones Mick Jagger, Keith Richards, Mick Taylor, Charlie Watts e Bill Wyman, em 1970, depois de seu contrato com a Decca Records terminou.